# Marnie (1964.)
Marnie je psihološki triler Alfreda Hitchcocka iz 1964., nastao prema romanu Winston Grahama. U usporedbi s drugim Hitchcockovim filmovima, Marnie nije postigao osobiti uspjeh u kino-dvoranama SAD-a, te je slovio za jedan od najvećih promašaja slavnog režisera. Film je ipak ostvario dobit i to uglavnom u Velikoj Britaniji. 
Reputacija filma narasla je u novije doba, te se Marnie danas smatra filmskim klasikom i jednim od najboljih Hitchcockovih filmova. Posebno je zanimljiv spoj psihološke teme i uzbudljivog trilera koji je režiran s puno stila, a glavnu žensku ulogu tumači Hitchcockova miljenica Tippi Hedren.

## Radnja
Marnie Edgar (Hedren) je problematična mlada žena koja ima neprirodan strah od muškaraca, grmljavine i crvene boje, a ujedno je i kompulzivan lopov. Koristi svoj šarm kako bi joj Sidney Strutt (Martin Gabel) dao posao bez ikakvih preporuka. Tada ona jedne noći isprazni tvrtkin sef i ode. 
Mark Rutland (Sean Connery) je bogati udovac koji posjeduje tiskarnicu i dobar je Struttov prijatelj. On sazna za krađu i sjeti se žene koja ju je počinila. Tada Marnie dođe tražiti posao u njegovoj tvrtci i on joj ga da. Ona opljačka i njegovu tvrku, ali Rutland ju uspije pronaći. On ju ne preda policiji nego ju ucjeni da se uda za njega.
Na njihovom medenom mjesecu on sazna o njezinoj frigidnosti. U početku on poštuje njezine želje, no njegov nagon ga natjera da ju siluje. Sljedeće jutro Marnie pokuša počiniti samoubojstvo, no Mark je nađe na vrijeme i spriječi je. 
On pokušava otkriti razlog njezina ponašanja. Na kraju njih dvoje otkriju da je Marnieina majka Bernice (Louise Latham) bila prostitutka. Kada je imala 6 godina, jedam majčin klijent ju je pokušao smiriti jer se prepala zbog oluje. Bernice je mislila da ju on pokušava zlostavljati i napala ga je. Kada je vidjela da se on sukobljava s njezinom majkom, Marnie je uzela žarač i ubila ga. Krv koja je tekla iz njega uzrokovala je njezin strah od crvene. Nakon što to sazna, Marnie odluči da će pokušati popraviti svoj brak.

## Vanjske poveznice
- Marnie u internetskoj bazi filmova IMDb-a
- fan site  Arhivirana inačica izvorne stranice od 1. rujna 2006. (Wayback Machine)
- Tippi Hedren i Alfred Hitchcock foto galerija  Arhivirana inačica izvorne stranice od 1. prosinca 2006. (Wayback Machine)